# Сикорский, Францишек
Францишек Юзеф Сикорский (пол. Franciszek Józef Sikorski; 4 октября 1889, Львов — 1940, Харьков) — бригадный генерал Войска Польского, один из руководителей обороны Львова во время Польской компании Вермахта 1939 года.

## Легионер
Перед Первой мировой войной входил в состав военизированных организаций, боровшихся за независимость Польши, в 1914—1917 годах служил в Польских легионах. После «Присяжного кризиса» (роспуска легионов после призыва Юзефа Пилсудского не принимать присягу, содержащую клятву верности военному союзу с Германией и Австро-Венгрией) вступил в австрийскую армию. С января 1918 года был командующим Львовским округом Польской военной организации (предтечи Войска Польского).

## Служба в Войске Польском
В октябре 1918 — мае 1919 — командир 13-го стрелкового полка 4-й стрелковой дивизии генерала Люциана Желиговского, вместе с дивизией вернулся через Буковину в Польшу. Участник советско-польской войны 1920. Окончил курсы Генерального штаба (1921). В 1926—1932 годах — командир 9-й пехотной дивизии. В 1927 году ему было присвоено звание бригадного генерала, в 1933 году вышел в отставку.

## Руководитель обороны Львова
В начале Второй мировой войны вернулся на военную службу, с 12 по 22 сентября 1939 года был начальником обороны Львова. В этот период польским войскам под командованием Сикорского и генерала Владислава Лангнера (в 1939 — командующий Львовским военным округом) удалось отбить атаки немецких войск и даже провести контратаку (19 сентября). После того, как к городу подошли части Красной армии, польское командование приняло решение сдать город им, а не немцам. В акте о капитуляции всем защитникам города были гарантированы свобода и право выезда за границу, которым намеревались воспользоваться офицеры для продолжения борьбы против нацистов.

## Плен и трагическая гибель
Однако договорённости были нарушены, и офицеры, участвовавшие в обороне Львова, были объявлены военнопленными и отправлены в Старобельский лагерь. Генерал Францишек Сикорский, как старший по званию (Лангнеру удалось бежать за границу) неоднократно обращался с заявлениями в адрес советского командования. Так, 20 октября он направил письмо советскому генералу (Будущему маршалу) С. К. Тимошенко, настаивая на выполнении условий капитуляции. В письме, в частности, напоминалось, что 

мы, имея письменные предложения германского командования наиболее выгодных для нас условий капитуляции, не уступили ни перед их атаками, ни перед угрозами окончательного штурма 4-х дивизий, сопровождёнными сильным бомбардированием города.

Однако советские власти не согласились освободить польских офицеров. Б. М. Шапошников заявил, что генерал Сикорский «для Генерального штаба ничего интересного не представляет и никаких обязательств давать им не следует». Генерал Сикорский, как и большинство подчинённых ему офицеров, был расстрелян весной 1940 в Харькове.